# 羊膜囊

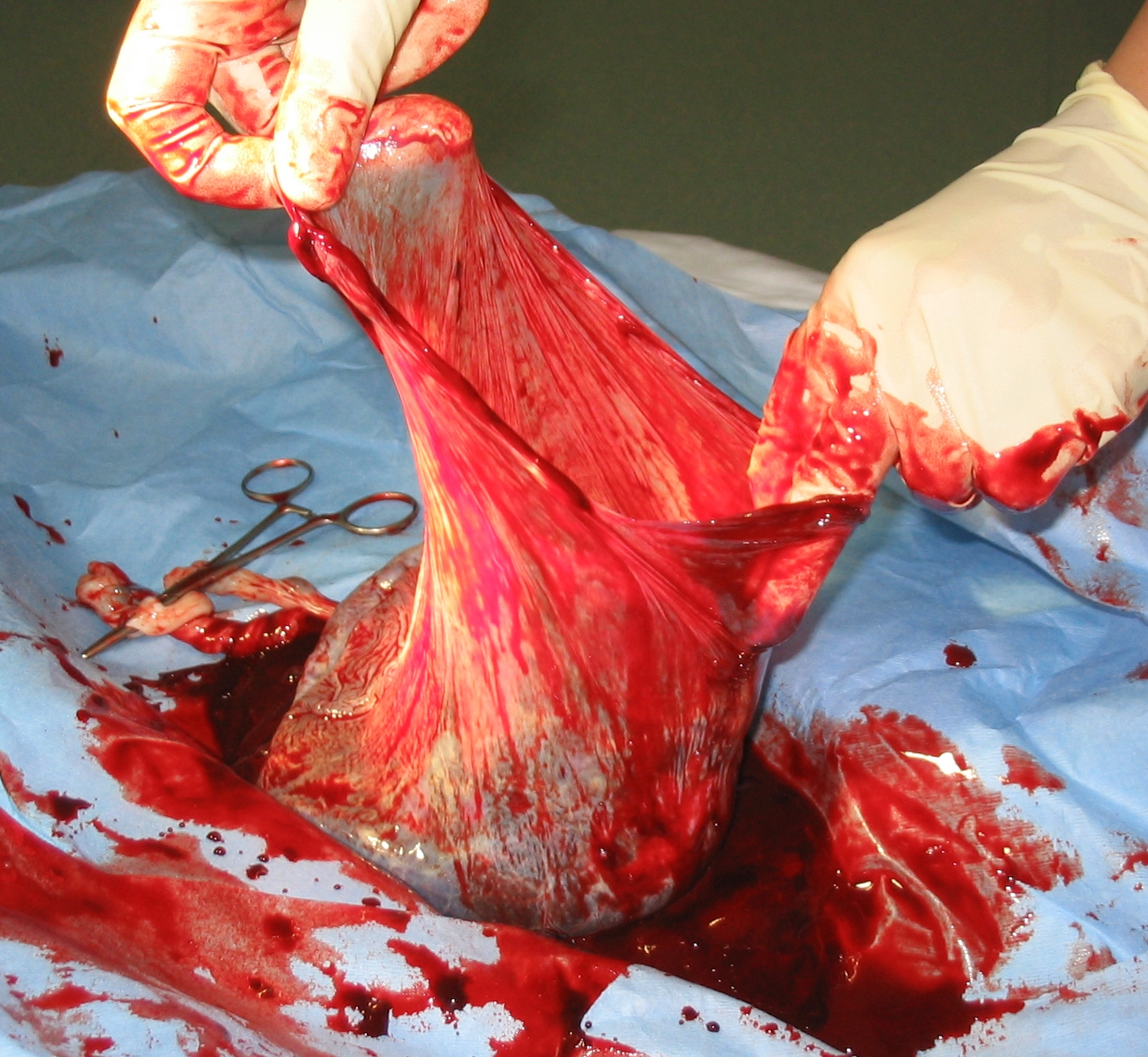
羊膜囊

羊膜囊（amniotic sac，bag of waters）是位于胚盘背侧的囊状结构，由羊膜及绒毛膜双层构造组成；羊膜囊内盛有羊水，此体腔称为羊膜腔。
羊膜囊最初是由羊膜上皮与上胚层共同形成，位于二胚层胚盘上方，随着胚胎的发育，羊膜由羊膜上皮和富含血管的胚外中胚层构成。当三胚层胚盘形成并向腹侧包卷而形成柱状胚时，羊膜囊也迅速增大，逐渐包围整个胚胎，胎儿即在羊膜腔内的羊水中发育。
羊膜囊裝著發育中的胚胎（後來變成胎兒），直到出生前不久為止。胎膜的內層是裝著羊水和胚胎的羊膜，胎膜的外層是絨毛膜包著羊膜。

## 羊水
羊水是水狀液體，包圍襯墊著羊膜內的胚胎。羊水讓胚胎能夠自由活動，不會讓子宮壁壓得太緊。羊水也提供浮力。此外，由於水的比熱容高，羊水能提供胎兒一個恆定溫度的環境，羊水也在分娩時潤滑陰道。
羊膜在受精兩週後開始成長並且灌水。再過10週後液體包含蛋白質、碳水化合物、脂質與磷脂質、尿素與電解質。到懷孕中期胚胎會在羊水中呼吸，並且發育肺與胃腸道。
羊膜破裂時會有些水流出體外（俗稱為破水）。大部分的水還是留在子宮內直到胎兒出生。

## 產前檢查
有兩種產前檢查是針對羊膜囊。
- 絨毛膜取樣術：採取羊膜囊之外的絨毛膜。這個檢查可以比羊膜穿刺術更早進行，但是風險更大。
- 羊膜穿刺術：等到羊膜囊中的羊水累積到足夠採樣就可以作。目的是為取得羊水中的胎兒細胞。